# Kvalspelet till U21-Europamästerskapet i fotboll 2023 (grupp B)
Kvalspelet till U21-Europamästerskapet i fotboll 2023 (grupp B) bestod av sex lag: Tyskland, Polen, Israel, Ungern, Lettland och San Marino. Lagindelningen i de nio grupperna i gruppspelet bestämdes genom en lottning på Uefas högkvarter i Nyon, Schweiz den 28 januari 2021.

## Tabell
| Nr | Lag        | S  | V | O | F | GM | IM | MS  | P  |
| -- | ---------- | -- | - | - | - | -- | -- | --- | -- |
| 1  | Tyskland   | 10 | 9 | 0 | 1 | 32 | 9  | +23 | 27 |
| 2  | Israel     | 10 | 6 | 1 | 3 | 19 | 10 | +9  | 19 |
| 3  | Polen      | 10 | 5 | 3 | 2 | 26 | 9  | +17 | 18 |
| 4  | Ungern     | 10 | 4 | 2 | 4 | 16 | 17 | −1  | 14 |
| 5  | Lettland   | 10 | 2 | 1 | 7 | 5  | 19 | −14 | 7  |
| 6  | San Marino | 10 | 0 | 1 | 9 | 0  | 34 | −34 | 1  |

## Matcher
|             | 2 september 2021 | Ungern                 | 1 – 2           | Israel                             | Ménfői úti Stadion                                     |                                                        |
| 17:30 UTC+2 | 17:30 UTC+2      | Kristóf Tóth-Gábor 68′ | (0 – 1) Rapport | 32′ Stav Nachmani 86′ Yonatan Levi | Győr Publik: 210 Domare: Vladimir Moskalyov (Ryssland) | Győr Publik: 210 Domare: Vladimir Moskalyov (Ryssland) |
| 17:30 UTC+2 | 17:30 UTC+2      |                        |                 |                                    | Győr Publik: 210 Domare: Vladimir Moskalyov (Ryssland) | Győr Publik: 210 Domare: Vladimir Moskalyov (Ryssland) |
| 17:30 UTC+2 | 17:30 UTC+2      |                        |                 |                                    | Győr Publik: 210 Domare: Vladimir Moskalyov (Ryssland) | Győr Publik: 210 Domare: Vladimir Moskalyov (Ryssland) |

|             | 2 september 2021 | San Marino | 0 – 6           | Tyskland                                                                              | Stadio Olimpico Serravalle                                     |                                                                |
| 19:00 UTC+2 | 19:00 UTC+2      |            | (0 – 5) Rapport | 4′ Tom Krauß 20′, 43′ Jonathan Burkardt 39′, 41′ Youssoufa Moukoko 68′ Jamie Leweling | Serravalle Publik: 150 Domare: Ívar Orri Kristjánsson (Island) | Serravalle Publik: 150 Domare: Ívar Orri Kristjánsson (Island) |
| 19:00 UTC+2 | 19:00 UTC+2      |            |                 |                                                                                       | Serravalle Publik: 150 Domare: Ívar Orri Kristjánsson (Island) | Serravalle Publik: 150 Domare: Ívar Orri Kristjánsson (Island) |
| 19:00 UTC+2 | 19:00 UTC+2      |            |                 |                                                                                       | Serravalle Publik: 150 Domare: Ívar Orri Kristjánsson (Island) | Serravalle Publik: 150 Domare: Ívar Orri Kristjánsson (Island) |

|             | 3 september 2021 | Lettland | 0 – 2           | Polen                               | Zemgale Olympic Center                             |                                                    |
| 17:00 UTC+3 | 17:00 UTC+3      |          | (0 – 0) Rapport | 55′ Michał Skóraś 86′ Łukasz Poręba | Jelgava Publik: 99 Domare: Ian McNabb (Nordirland) | Jelgava Publik: 99 Domare: Ian McNabb (Nordirland) |
| 17:00 UTC+3 | 17:00 UTC+3      |          |                 |                                     | Jelgava Publik: 99 Domare: Ian McNabb (Nordirland) | Jelgava Publik: 99 Domare: Ian McNabb (Nordirland) |
| 17:00 UTC+3 | 17:00 UTC+3      |          |                 |                                     | Jelgava Publik: 99 Domare: Ian McNabb (Nordirland) | Jelgava Publik: 99 Domare: Ian McNabb (Nordirland) |

|             | 7 september 2021 | Lettland          | 1 – 3           | Tyskland                                                  | Daugava Stadion                                         |                                                         |
| 19:15 UTC+3 | 19:15 UTC+3      | Iļja Korotkovs 8′ | (1 – 2) Rapport | 25′ Youssoufa Moukoko 41′ Angelo Stiller 48′ Malick Thiaw | Riga Publik: 330 Domare: Sebastian Gishamer (Österrike) | Riga Publik: 330 Domare: Sebastian Gishamer (Österrike) |
| 19:15 UTC+3 | 19:15 UTC+3      |                   |                 |                                                           | Riga Publik: 330 Domare: Sebastian Gishamer (Österrike) | Riga Publik: 330 Domare: Sebastian Gishamer (Österrike) |
| 19:15 UTC+3 | 19:15 UTC+3      |                   |                 |                                                           | Riga Publik: 330 Domare: Sebastian Gishamer (Österrike) | Riga Publik: 330 Domare: Sebastian Gishamer (Österrike) |

|             | 7 september 2021 | Polen               | 1 – 2           | Israel                                           | Arena Lublin                                        |                                                     |
| 20:00 UTC+2 | 20:00 UTC+2      | Kacper Smoliński 7′ | (1 – 1) Rapport | 32′ (sjm.) Sebastian Walukiewicz 49′ Eden Karzev | Lublin Publik: 4 386 Domare: Morten Krogh (Danmark) | Lublin Publik: 4 386 Domare: Morten Krogh (Danmark) |
| 20:00 UTC+2 | 20:00 UTC+2      |                     |                 |                                                  | Lublin Publik: 4 386 Domare: Morten Krogh (Danmark) | Lublin Publik: 4 386 Domare: Morten Krogh (Danmark) |
| 20:00 UTC+2 | 20:00 UTC+2      |                     |                 |                                                  | Lublin Publik: 4 386 Domare: Morten Krogh (Danmark) | Lublin Publik: 4 386 Domare: Morten Krogh (Danmark) |

|             | 7 september 2021 | San Marino | 0 – 4           | Ungern                                                | Stadio Olimpico Serravalle                              |                                                         |
| 20:30 UTC+2 | 20:30 UTC+2      |            | (0 – 1) Rapport | 29′ Péter Baráth 74′, 82′ Alen Skribek 90′ Tamás Kiss | Serravalle Publik: 90 Domare: Andrew Davey (Nordirland) | Serravalle Publik: 90 Domare: Andrew Davey (Nordirland) |
| 20:30 UTC+2 | 20:30 UTC+2      |            |                 |                                                       | Serravalle Publik: 90 Domare: Andrew Davey (Nordirland) | Serravalle Publik: 90 Domare: Andrew Davey (Nordirland) |
| 20:30 UTC+2 | 20:30 UTC+2      |            |                 |                                                       | Serravalle Publik: 90 Domare: Andrew Davey (Nordirland) | Serravalle Publik: 90 Domare: Andrew Davey (Nordirland) |

|             | 7 oktober 2021 | Lettland                             | 2 – 0           | San Marino | Zemgales Olimpiskais centrs                            |                                                        |
| 14:00 UTC+3 | 14:00 UTC+3    | Rolands Bocs 22′ Kristers Lusins 78′ | (1 – 0) Rapport |            | Jelgava Publik: 173 Domare: Ivana Martinčić (Kroatien) | Jelgava Publik: 173 Domare: Ivana Martinčić (Kroatien) |
| 14:00 UTC+3 | 14:00 UTC+3    |                                      |                 |            | Jelgava Publik: 173 Domare: Ivana Martinčić (Kroatien) | Jelgava Publik: 173 Domare: Ivana Martinčić (Kroatien) |
| 14:00 UTC+3 | 14:00 UTC+3    |                                      |                 |            | Jelgava Publik: 173 Domare: Ivana Martinčić (Kroatien) | Jelgava Publik: 173 Domare: Ivana Martinčić (Kroatien) |

|             | 7 oktober 2021 | Tyskland                                                 | 3 – 2           | Israel                               | Benteler Arena                                           |                                                          |
| 18:15 UTC+2 | 18:15 UTC+2    | Malik Tillman 34′ Kevin Schade 88′ Jonathan Burkardt 90′ | (1 – 1) Rapport | 28′ Doron Leidner 51′ Omri Gendelman | Paderborn Publik: 3 262 Domare: Radu Petrescu (Rumänien) | Paderborn Publik: 3 262 Domare: Radu Petrescu (Rumänien) |
| 18:15 UTC+2 | 18:15 UTC+2    |                                                          |                 |                                      | Paderborn Publik: 3 262 Domare: Radu Petrescu (Rumänien) | Paderborn Publik: 3 262 Domare: Radu Petrescu (Rumänien) |
| 18:15 UTC+2 | 18:15 UTC+2    |                                                          |                 |                                      | Paderborn Publik: 3 262 Domare: Radu Petrescu (Rumänien) | Paderborn Publik: 3 262 Domare: Radu Petrescu (Rumänien) |

|             | 8 oktober 2021 | Ungern                   | 2 – 2           | Polen                                                | Szent Gellért Fórum                               |                                                   |
| 20:00 UTC+2 | 20:00 UTC+2    | András Németh 48′, 90+5′ | (0 – 0) Rapport | 61′ (str.) Adrian Benedyczak 81′ Marcel Wędrychowski | Szeged Publik: 850 Domare: Glenn Nyberg (Sverige) | Szeged Publik: 850 Domare: Glenn Nyberg (Sverige) |
| 20:00 UTC+2 | 20:00 UTC+2    |                          |                 |                                                      | Szeged Publik: 850 Domare: Glenn Nyberg (Sverige) | Szeged Publik: 850 Domare: Glenn Nyberg (Sverige) |
| 20:00 UTC+2 | 20:00 UTC+2    |                          |                 |                                                      | Szeged Publik: 850 Domare: Glenn Nyberg (Sverige) | Szeged Publik: 850 Domare: Glenn Nyberg (Sverige) |

|             | 12 oktober 2021 | Polen                                                   | 3 – 0           | San Marino | Stadion Miejski                                       |                                                       |
| 16:30 UTC+2 | 16:30 UTC+2     | Mateusz Bogusz 29′ Jakub Kamiński 61′ Łukasz Bejger 66′ | (1 – 0) Rapport |            | Kielce Publik: 4 126 Domare: Nikola Popov (Bulgarien) | Kielce Publik: 4 126 Domare: Nikola Popov (Bulgarien) |
| 16:30 UTC+2 | 16:30 UTC+2     |                                                         |                 |            | Kielce Publik: 4 126 Domare: Nikola Popov (Bulgarien) | Kielce Publik: 4 126 Domare: Nikola Popov (Bulgarien) |
| 16:30 UTC+2 | 16:30 UTC+2     |                                                         |                 |            | Kielce Publik: 4 126 Domare: Nikola Popov (Bulgarien) | Kielce Publik: 4 126 Domare: Nikola Popov (Bulgarien) |

|             | 12 oktober 2021 | Ungern         | 1 – 5           | Tyskland                                                               | Szent Gellért Fórum                                |                                                    |
| 17:30 UTC+2 | 17:30 UTC+2     | Tamás Kiss 39′ | (1 – 2) Rapport | 5′, 90′ Kevin Schade 32′ Malik Tillman 54′ Erik Shuranov 66′ Tom Krauß | Szeged Publik: 1 360 Domare: David Coote (England) | Szeged Publik: 1 360 Domare: David Coote (England) |
| 17:30 UTC+2 | 17:30 UTC+2     |                |                 |                                                                        | Szeged Publik: 1 360 Domare: David Coote (England) | Szeged Publik: 1 360 Domare: David Coote (England) |
| 17:30 UTC+2 | 17:30 UTC+2     |                |                 |                                                                        | Szeged Publik: 1 360 Domare: David Coote (England) | Szeged Publik: 1 360 Domare: David Coote (England) |

|             | 12 oktober 2021 | Israel                         | 2 – 1           | Lettland          | HaMoshava Stadium                                          |                                                            |
| 19:30 UTC+3 | 19:30 UTC+3     | Itay Buganim 8′ Ido Shahar 89′ | (1 – 1) Rapport | 16′ Roberts Veips | Petaẖ Tiqwa Publik: 650 Domare: Jasmin Sabotic (Luxemburg) | Petaẖ Tiqwa Publik: 650 Domare: Jasmin Sabotic (Luxemburg) |
| 19:30 UTC+3 | 19:30 UTC+3     |                                |                 |                   | Petaẖ Tiqwa Publik: 650 Domare: Jasmin Sabotic (Luxemburg) | Petaẖ Tiqwa Publik: 650 Domare: Jasmin Sabotic (Luxemburg) |
| 19:30 UTC+3 | 19:30 UTC+3     |                                |                 |                   | Petaẖ Tiqwa Publik: 650 Domare: Jasmin Sabotic (Luxemburg) | Petaẖ Tiqwa Publik: 650 Domare: Jasmin Sabotic (Luxemburg) |

|             | 11 november 2021 | San Marino | 0 – 4           | Israel                                                       | Stadio Olimpico Serravalle                                  |                                                             |
| 19:00 UTC+1 | 19:00 UTC+1      |            | (0 – 4) Rapport | 12′ Oz Bilu 13′ Osher Davida 28′ Itay Buganim 31′ Ido Shahar | Serravalle Publik: 110 Domare: Henrik Nalbandyan (Armenien) | Serravalle Publik: 110 Domare: Henrik Nalbandyan (Armenien) |
| 19:00 UTC+1 | 19:00 UTC+1      |            |                 |                                                              | Serravalle Publik: 110 Domare: Henrik Nalbandyan (Armenien) | Serravalle Publik: 110 Domare: Henrik Nalbandyan (Armenien) |
| 19:00 UTC+1 | 19:00 UTC+1      |            |                 |                                                              | Serravalle Publik: 110 Domare: Henrik Nalbandyan (Armenien) | Serravalle Publik: 110 Domare: Henrik Nalbandyan (Armenien) |

|             | 12 november 2021 | Ungern           | 1 – 0           | Lettland | Pancho Aréna                                       |                                                    |
| 17:45 UTC+1 | 17:45 UTC+1      | Regő Szánthó 77′ | (0 – 0) Rapport |          | Felcsút Publik: 260 Domare: Sandi Putros (Danmark) | Felcsút Publik: 260 Domare: Sandi Putros (Danmark) |
| 17:45 UTC+1 | 17:45 UTC+1      |                  |                 |          | Felcsút Publik: 260 Domare: Sandi Putros (Danmark) | Felcsút Publik: 260 Domare: Sandi Putros (Danmark) |
| 17:45 UTC+1 | 17:45 UTC+1      |                  |                 |          | Felcsút Publik: 260 Domare: Sandi Putros (Danmark) | Felcsút Publik: 260 Domare: Sandi Putros (Danmark) |

|             | 12 november 2021 | Tyskland | 0 – 4           | Polen                                                            | Mechatronik Arena                                    |                                                      |
| 18:15 UTC+1 | 18:15 UTC+1      |          | (0 – 3) Rapport | 5′, 12′ Adrian Benedyczak 15′ Michał Skóraś 90′ Kacper Kozłowski | Aspach Publik: 3 994 Domare: Luis Godinho (Portugal) | Aspach Publik: 3 994 Domare: Luis Godinho (Portugal) |
| 18:15 UTC+1 | 18:15 UTC+1      |          |                 |                                                                  | Aspach Publik: 3 994 Domare: Luis Godinho (Portugal) | Aspach Publik: 3 994 Domare: Luis Godinho (Portugal) |
| 18:15 UTC+1 | 18:15 UTC+1      |          |                 |                                                                  | Aspach Publik: 3 994 Domare: Luis Godinho (Portugal) | Aspach Publik: 3 994 Domare: Luis Godinho (Portugal) |

|             | 16 november 2021 | Polen                                                                                         | 5 – 0           | Lettland | Stadion Cracovii                                          |                                                           |
| 17:30 UTC+1 | 17:30 UTC+1      | Adrian Benedyczak 32′ (str.) Łukasz Bejger 45′ Kacper Śpiewak 45+1′, 63′ Kacper Kozłowski 51′ | (3 – 0) Rapport |          | Kraków Publik: 2 684 Domare: Robertas Valikonis (Litauen) | Kraków Publik: 2 684 Domare: Robertas Valikonis (Litauen) |
| 17:30 UTC+1 | 17:30 UTC+1      |                                                                                               |                 |          | Kraków Publik: 2 684 Domare: Robertas Valikonis (Litauen) | Kraków Publik: 2 684 Domare: Robertas Valikonis (Litauen) |
| 17:30 UTC+1 | 17:30 UTC+1      |                                                                                               |                 |          | Kraków Publik: 2 684 Domare: Robertas Valikonis (Litauen) | Kraków Publik: 2 684 Domare: Robertas Valikonis (Litauen) |

|             | 16 november 2021 | Tyskland                                                                   | 4 – 0           | San Marino | Audi Sportpark                                         |                                                        |
| 18:15 UTC+1 | 18:15 UTC+1      | Malick Thiaw 14′ Erik Shuranov 15′ Jonathan Burkardt 34′ Jan Thielmann 62′ | (3 – 0) Rapport |            | Ingolstadt Publik: 2 004 Domare: Ion Orlic (Moldavien) | Ingolstadt Publik: 2 004 Domare: Ion Orlic (Moldavien) |
| 18:15 UTC+1 | 18:15 UTC+1      |                                                                            |                 |            | Ingolstadt Publik: 2 004 Domare: Ion Orlic (Moldavien) | Ingolstadt Publik: 2 004 Domare: Ion Orlic (Moldavien) |
| 18:15 UTC+1 | 18:15 UTC+1      |                                                                            |                 |            | Ingolstadt Publik: 2 004 Domare: Ion Orlic (Moldavien) | Ingolstadt Publik: 2 004 Domare: Ion Orlic (Moldavien) |

|             | 16 november 2021 | Israel                             | 3 – 0           | Ungern | HaMoshava Stadium                                        |                                                          |
| 19:40 UTC+2 | 19:40 UTC+2      | Arad Bar 5′, 51′ Zohar Zasno 90+2′ | (1 – 0) Rapport |        | Petaẖ Tiqwa Publik: 930 Domare: Yaroslav Kozyk (Ukraina) | Petaẖ Tiqwa Publik: 930 Domare: Yaroslav Kozyk (Ukraina) |
| 19:40 UTC+2 | 19:40 UTC+2      |                                    |                 |        | Petaẖ Tiqwa Publik: 930 Domare: Yaroslav Kozyk (Ukraina) | Petaẖ Tiqwa Publik: 930 Domare: Yaroslav Kozyk (Ukraina) |
| 19:40 UTC+2 | 19:40 UTC+2      |                                    |                 |        | Petaẖ Tiqwa Publik: 930 Domare: Yaroslav Kozyk (Ukraina) | Petaẖ Tiqwa Publik: 930 Domare: Yaroslav Kozyk (Ukraina) |

|             | 24 mars 2022 | Ungern                                                     | 4 – 0           | San Marino | Hidegkuti Nándor Stadion                                     |                                                              |
| 16:30 UTC+1 | 16:30 UTC+1  | András Németh 5′, 14′ Patrick Iyinbor 44′ Sámuel Major 80′ | (3 – 0) Rapport |            | Budapest Publik: 350 Domare: Irakli Kvirikashvili (Georgien) | Budapest Publik: 350 Domare: Irakli Kvirikashvili (Georgien) |
| 16:30 UTC+1 | 16:30 UTC+1  |                                                            |                 |            | Budapest Publik: 350 Domare: Irakli Kvirikashvili (Georgien) | Budapest Publik: 350 Domare: Irakli Kvirikashvili (Georgien) |
| 16:30 UTC+1 | 16:30 UTC+1  |                                                            |                 |            | Budapest Publik: 350 Domare: Irakli Kvirikashvili (Georgien) | Budapest Publik: 350 Domare: Irakli Kvirikashvili (Georgien) |

|             | 24 mars 2022 | Israel                            | 2 – 2           | Polen                                    | HaMoshava Stadium                                              |                                                                |
| 18:30 UTC+2 | 18:30 UTC+2  | Liel Abada 50′ Omri Gandelman 73′ | (0 – 1) Rapport | 10′ Adrian Benedyczak 78′ Jakub Kamiński | Petah Tikva Publik: 3 870 Domare: Bram Van Driessche (Belgien) | Petah Tikva Publik: 3 870 Domare: Bram Van Driessche (Belgien) |
| 18:30 UTC+2 | 18:30 UTC+2  |                                   |                 |                                          | Petah Tikva Publik: 3 870 Domare: Bram Van Driessche (Belgien) | Petah Tikva Publik: 3 870 Domare: Bram Van Driessche (Belgien) |
| 18:30 UTC+2 | 18:30 UTC+2  |                                   |                 |                                          | Petah Tikva Publik: 3 870 Domare: Bram Van Driessche (Belgien) | Petah Tikva Publik: 3 870 Domare: Bram Van Driessche (Belgien) |

|             | 25 mars 2022 | Tyskland                                                       | 4 – 0           | Lettland | New Tivoli                                           |                                                      |
| 18:15 UTC+1 | 18:15 UTC+1  | Jonathan Burkardt 25′, 43′ Ansgar Knauff 26′ Malik Tillman 75′ | (3 – 0) Rapport |          | Aachen Publik: 7 718 Domare: Juxhin Xhaja (Albanien) | Aachen Publik: 7 718 Domare: Juxhin Xhaja (Albanien) |
| 18:15 UTC+1 | 18:15 UTC+1  |                                                                |                 |          | Aachen Publik: 7 718 Domare: Juxhin Xhaja (Albanien) | Aachen Publik: 7 718 Domare: Juxhin Xhaja (Albanien) |
| 18:15 UTC+1 | 18:15 UTC+1  |                                                                |                 |          | Aachen Publik: 7 718 Domare: Juxhin Xhaja (Albanien) | Aachen Publik: 7 718 Domare: Juxhin Xhaja (Albanien) |

|             | 29 mars 2022 | Polen                      | 1 – 1           | Ungern            | Arena Zabrze                                            |                                                         |
| 16:00 UTC+2 | 16:00 UTC+2  | Michał Skóraś 90+5′ (str.) | (0 – 1) Rapport | 35′ András Németh | Zabrze Publik: 4 668 Domare: Kristoffer Hagenes (Norge) | Zabrze Publik: 4 668 Domare: Kristoffer Hagenes (Norge) |
| 16:00 UTC+2 | 16:00 UTC+2  |                            |                 |                   | Zabrze Publik: 4 668 Domare: Kristoffer Hagenes (Norge) | Zabrze Publik: 4 668 Domare: Kristoffer Hagenes (Norge) |
| 16:00 UTC+2 | 16:00 UTC+2  |                            |                 |                   | Zabrze Publik: 4 668 Domare: Kristoffer Hagenes (Norge) | Zabrze Publik: 4 668 Domare: Kristoffer Hagenes (Norge) |

|             | 29 mars 2022 | Israel | 0 – 1           | Tyskland            | HaMoshava Stadium                                             |                                                               |
| 17:45 UTC+3 | 17:45 UTC+3  |        | (0 – 0) Rapport | 60′ Noah Katterbach | Petah Tikva Publik: 7 812 Domare: Jérémie Pignard (Frankrike) | Petah Tikva Publik: 7 812 Domare: Jérémie Pignard (Frankrike) |
| 17:45 UTC+3 | 17:45 UTC+3  |        |                 |                     | Petah Tikva Publik: 7 812 Domare: Jérémie Pignard (Frankrike) | Petah Tikva Publik: 7 812 Domare: Jérémie Pignard (Frankrike) |
| 17:45 UTC+3 | 17:45 UTC+3  |        |                 |                     | Petah Tikva Publik: 7 812 Domare: Jérémie Pignard (Frankrike) | Petah Tikva Publik: 7 812 Domare: Jérémie Pignard (Frankrike) |

|             | 29 mars 2022 | San Marino | 0 – 0   | Lettland | San Marino Stadium                                     |                                                        |
| 20:30 UTC+2 | 20:30 UTC+2  |            | Rapport |          | Serravalle Publik: 241 Domare: Luis Texeira (Portugal) | Serravalle Publik: 241 Domare: Luis Texeira (Portugal) |
| 20:30 UTC+2 | 20:30 UTC+2  |            |         |          | Serravalle Publik: 241 Domare: Luis Texeira (Portugal) | Serravalle Publik: 241 Domare: Luis Texeira (Portugal) |
| 20:30 UTC+2 | 20:30 UTC+2  |            |         |          | Serravalle Publik: 241 Domare: Luis Texeira (Portugal) | Serravalle Publik: 241 Domare: Luis Texeira (Portugal) |

|             | 2 juni 2022 | Lettland            | 1 – 0           | Israel | Skonto Stadium                                     |                                                    |
| 17:30 UTC+3 | 17:30 UTC+3 | Rihards Ozoliņš 46′ | (0 – 0) Rapport |        | Riga Publik: 300 Domare: Bulat Sariyev (Kazakstan) | Riga Publik: 300 Domare: Bulat Sariyev (Kazakstan) |
| 17:30 UTC+3 | 17:30 UTC+3 |                     |                 |        | Riga Publik: 300 Domare: Bulat Sariyev (Kazakstan) | Riga Publik: 300 Domare: Bulat Sariyev (Kazakstan) |
| 17:30 UTC+3 | 17:30 UTC+3 |                     |                 |        | Riga Publik: 300 Domare: Bulat Sariyev (Kazakstan) | Riga Publik: 300 Domare: Bulat Sariyev (Kazakstan) |

|             | 2 juni 2022 | San Marino | 0 – 5           | Polen                                                                                  | San Marino Stadium                                                    |                                                                       |
| 20:30 UTC+2 | 20:30 UTC+2 |            | (0 – 3) Rapport | 4′, 89′ (str.) Bartosz Białek 16′ Kacper Łopata 33′ Michał Skóraś 82′ Jakub Kałuziński | Serravalle Publik: 363 Domare: Luka Bilbija (Bosnien och Hercegovina) | Serravalle Publik: 363 Domare: Luka Bilbija (Bosnien och Hercegovina) |
| 20:30 UTC+2 | 20:30 UTC+2 |            |                 |                                                                                        | Serravalle Publik: 363 Domare: Luka Bilbija (Bosnien och Hercegovina) | Serravalle Publik: 363 Domare: Luka Bilbija (Bosnien och Hercegovina) |
| 20:30 UTC+2 | 20:30 UTC+2 |            |                 |                                                                                        | Serravalle Publik: 363 Domare: Luka Bilbija (Bosnien och Hercegovina) | Serravalle Publik: 363 Domare: Luka Bilbija (Bosnien och Hercegovina) |

|             | 3 juni 2022 | Tyskland                                                                               | 4 – 0           | Ungern | Stadion an der Bremer Brücke                                 |                                                              |
| 18:15 UTC+2 | 18:15 UTC+2 | Youssoufa Moukoko 17′ Jonathan Burkardt 31′ (str.) Tom Krauß 76′ Lazar Samardžić 90+3′ | (2 – 0) Rapport |        | Osnabrück Publik: 5 609 Domare: Yasar Kemal Ugurlu (Turkiet) | Osnabrück Publik: 5 609 Domare: Yasar Kemal Ugurlu (Turkiet) |
| 18:15 UTC+2 | 18:15 UTC+2 |                                                                                        |                 |        | Osnabrück Publik: 5 609 Domare: Yasar Kemal Ugurlu (Turkiet) | Osnabrück Publik: 5 609 Domare: Yasar Kemal Ugurlu (Turkiet) |
| 18:15 UTC+2 | 18:15 UTC+2 |                                                                                        |                 |        | Osnabrück Publik: 5 609 Domare: Yasar Kemal Ugurlu (Turkiet) | Osnabrück Publik: 5 609 Domare: Yasar Kemal Ugurlu (Turkiet) |

|             | 7 juni 2022 | Israel                               | 2 – 0           | San Marino | HaMoshava Stadium                                             |                                                               |
| 19:00 UTC+3 | 19:00 UTC+3 | Amir Berkovich 2′ Suf Podgoreanu 14′ | (2 – 0) Rapport |            | Petah Tikva Publik: 1 021 Domare: Jamie Robinson (Nordirland) | Petah Tikva Publik: 1 021 Domare: Jamie Robinson (Nordirland) |
| 19:00 UTC+3 | 19:00 UTC+3 |                                      |                 |            | Petah Tikva Publik: 1 021 Domare: Jamie Robinson (Nordirland) | Petah Tikva Publik: 1 021 Domare: Jamie Robinson (Nordirland) |
| 19:00 UTC+3 | 19:00 UTC+3 |                                      |                 |            | Petah Tikva Publik: 1 021 Domare: Jamie Robinson (Nordirland) | Petah Tikva Publik: 1 021 Domare: Jamie Robinson (Nordirland) |

|             | 7 juni 2022 | Lettland | 0 – 2           | Ungern                        | Skonto Stadium                                       |                                                      |
| 19:00 UTC+3 | 19:00 UTC+3 |          | (0 – 1) Rapport | 41′, 54′ (str.) András Németh | Riga Publik: 283 Domare: Miloš Bošković (Montenegro) | Riga Publik: 283 Domare: Miloš Bošković (Montenegro) |
| 19:00 UTC+3 | 19:00 UTC+3 |          |                 |                               | Riga Publik: 283 Domare: Miloš Bošković (Montenegro) | Riga Publik: 283 Domare: Miloš Bošković (Montenegro) |
| 19:00 UTC+3 | 19:00 UTC+3 |          |                 |                               | Riga Publik: 283 Domare: Miloš Bošković (Montenegro) | Riga Publik: 283 Domare: Miloš Bošković (Montenegro) |

|             | 7 juni 2022 | Polen              | 1 – 2           | Tyskland                   | Stadion Miejski ŁKS                                         |                                                             |
| 18:00 UTC+2 | 18:00 UTC+2 | Bartosz Białek 35′ | (1 – 1) Rapport | 25′, 85′ Youssoufa Moukoko | Łódź Publik: 11 732 Domare: Manfredas Lukjancukas (Litauen) | Łódź Publik: 11 732 Domare: Manfredas Lukjancukas (Litauen) |
| 18:00 UTC+2 | 18:00 UTC+2 |                    |                 |                            | Łódź Publik: 11 732 Domare: Manfredas Lukjancukas (Litauen) | Łódź Publik: 11 732 Domare: Manfredas Lukjancukas (Litauen) |
| 18:00 UTC+2 | 18:00 UTC+2 |                    |                 |                            | Łódź Publik: 11 732 Domare: Manfredas Lukjancukas (Litauen) | Łódź Publik: 11 732 Domare: Manfredas Lukjancukas (Litauen) |

## Målskyttar
Det har gjorts 91 mål på 27 matcher, vilket ger ett snitt på 3,35 mål per match (uppdaterad per den 2 juni 2022).
7 mål
- Jonathan Burkardt

5 mål
- András Németh
- Adrian Benedyczak

4 mål
- Youssoufa Moukoko
- Michał Skóraś

3 mål
- Tom Krauß
- Kevin Schade
- Malik Tillman
- Omri Gendelman

2 mål
- Erik Shuranov
- Malick Thiaw
- Arad Bar
- Itay Buganim
- Ido Shahar
- Tamás Kiss
- Alen Skribek
- Łukasz Bejger
- Bartosz Białek
- Jakub Kamiński
- Kacper Kozłowski
- Kacper Śpiewak

1 mål
- Noah Katterbach
- Ansgar Knauff
- Jamie Leweling
- Lazar Samardžić
- Angelo Stiller
- Jan Thielmann
- Péter Baráth
- Patrick Iyinbor
- Sámuel Major
- Regő Szánthó
- Kristóf Tóth-Gábor
- Liel Abada
- Oz Bilu
- Osher Davida
- Eden Karzev
- Doron Leidner
- Stav Nachmani
- Zohar Zasno
- Rolands Bocs
- Ilja Korotkovs
- Kristers Lusins
- Rihards Ozoliņš
- Roberts Veips
- Mateusz Bogusz
- Jakub Kałuziński
- Kacper Łopata
- Łukasz Poręba
- Kacper Smoliński
- Marcel Wędrychowski

1 självmål
- Sebastian Walukiewicz (mot Israel)